# Thenea grayi
Thenea grayi är en svampdjursart som beskrevs av William Johnson Sollas 1886. Thenea grayi ingår i släktet Thenea och familjen Pachastrellidae.

## Underarter
Arten delas in i följande underarter:
- T. g. lateralis
- T. g. sulcata